# Piranga leucoptera
La tangara aliblanca tropical (Piranga leucoptera) es una especie de ave paseriforme de la familia Cardinalidae (aunque algunas fuentes sitúan su género, Piranga en Thraupidae). Habita los bosques tropicales de México, América Central y Suramérica.

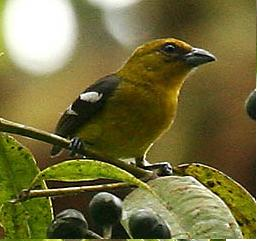
Una hembra en el noroeste de Ecuador.

Mide de 12 a 15 cm en la edad adulta. Esta especie exhibe un fuerte dimorfismo sexual El macho es predominantemente rojo, con un antifaz negro y las alas negras. La cola y las alas son negras, pero estas últimas presentan dos rayas blancas muy evidentes. Este patrón de coloración lo hace muy similar a la tangara dorsirrayada (P. bidentata), a diferencia de que ésta es mayor (15-19 cm). Las patas y el pico son negros.
La hembra es verde oliva, con el pecho y la garganta amarillentos y brillantes. Al igual que el macho, tiene pico, patas, cola y alas de color negro, y dos rayas blancas en cada ala.
Se distribuye en bosques tropicales húmedos de baja altitud, y en montañas de bosques de niebla, hasta los 1800 m snm, desde el noreste de México hasta la Amazonia. No se encuentra en las Antillas.